# Melfjordbotn
Melfjordbotn est un hameau du comté de Nordland, en Norvège.
Il est situé à l'extrémité orientale du Melfjorden, au sud-ouest du glacier Svartisen.

## Géographie
Administrativement, Melfjordbotn fait partie de la kommune de Rødøy.
Le village est assez éloigné, avec une seule route menant à l'intérieur et à l'extérieur du village, la route norvégienne 355, qui a été construite en 1982, est une route de montagne escarpée avec de nombreux virages en épingle à cheveux qui le relie à la municipalité voisine de Rana. La route est souvent fermée en hiver.

### Parc national
Le parc national de Saltfjellet-Svartisen se trouve à environ sept kilomètres au nord. Il a été créé en 1989 et s'étend sur les municipalités de Beiarn, Meløy, Rana, Rødøy, Saltdal, et Bodø.
Il protège une partie du massif de Saltfjellet, dont en particulier le glacier Svartisen, l'un des plus importants d'Europe avec ses 370 km2.